# Boiardi di Valacchia e Moldavia

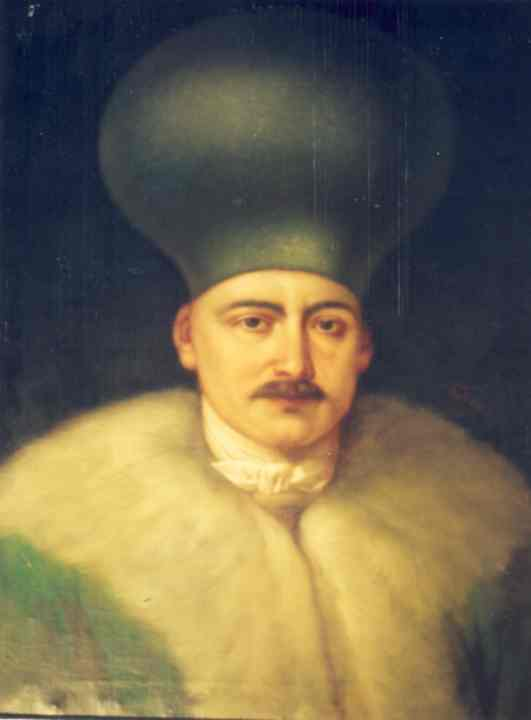
Vornic Șerban Grădișteanu, mentre indossa il kalpak, indicazione del suo rango boiardo

I boiardi di Valacchia e Moldavia erano l'aristocrazia dei due principati danubiani di Valacchia e Moldavia. I titoli venivano ereditati ed erano garantiti dall'Hospodar, spesso con funzioni amministrative. I boiardi ebbero molto potere politico nei principati e, sino all'era fanariota, elessero l'hospodar. 
Sino il XIX secolo il loro potere oscillò tra oligarchia e autocrazia a seconda del potere detenuto di volta in volta dall'hospodar.

## Storia

### Le origini
I rumeni vivevano in comunità autonome chiamate "obște", che univa proprietà private al sistema dei campi aperti. Col tempo, tra XIV e XV secolo, la proprietà privata iniziò a prendere il sopravvento, creando delle differenze nei vari obște con la stratificazione dei membri della comunità.
Il nome di "boiardi" (boier in rumeno) venne tratto dalla lingua slava, con la quale quella rumena era relazionata dall'epoca medievale. Secondo altri la parola sarebbe invece di origini turche, bulgare o pecheng.
La creazione del sistema feudale, nel quale i signori locali erano appunto conosciuto col nome di boiardi, avvenne prevalentemente tramite danii (letteralmente "donazioni"): i vari hospodar concedevano villaggi ai loro comandanti militari, usurpando il diritto di proprietà degli obște. Dal XVI secolo, molti villaggi vennero forzatamente presi dai boiardi, con la popolazione locale costretta a divenire schiava (vedi Schiavitù in Valacchia e Moldavia) per fame, invasioni, alta tassazione, debiti ed altri fattori che deteriorarono indelebilmente l'economia locale dei liberi contadini.
Oltre ai boiardi di corte ed all'élite militare, alcuni boiardi (chiamati "boiardi di campagna") si concentrarono sul possesso di questi villaggi, costringendo il capo dell’obște (chiamato solitamente knyaz) a giurare fedeltà all'hospodar e divenendo di fatti signori del villaggio stesso.

### L'epoca feudale
L'hospodar era considerato il supremo governante di tutte le terre e riceveva delle rendite da parte di tutti i contadini, i quali dovevano inoltre pagare una rendita ai boiardi che erano proprietari diretti delle loro terre. I boiardi erano generalmente esentati da tutte le tasse e dal pagamento di rendite all'hospodar. La rendita dei boiardi era calcolata su una percentuale di quanto prodotto dai contadini (inizialmente 1/10, la cosiddetta "decima" o dijmă) oltre al lavoro gratuito (corvée, conosciute localmente come clacă o robotă).
Ad ogni modo, non tutti i signori di villaggi locali erano boiardi, ma esisteva anche una classe di proprietari terrieri senza titolo, detti cneji o judeci in Valacchia e nemeși in Moldavia. Questi erano sempre esentati dal pagamento delle tasse come i boiardi. I grandi boiardi (vlastelin in Valacchia) erano obbligati a sostenere l'hospodar con un certo numero di guerrieri proporzionale al numero di villaggi posseduti.
Molti boiardi erano ufficiali di corte ed erano detti anche dregătorie, mentre altri non avevano specifiche funzioni. Gli incarichi importanti a corte riservati ai boiardi erano quello del vistier (tesoriere), dello stolnic, vornic (concierge) e logofăt (cancelliere). Anche se inizialmente gli ufficiali di corte non erano necessariamente boiardi, col tempo questi ultimi iniziarono a ricoprire quelle cariche sempre più spesso per il loro desiderio di partecipare sempre più attivamente al governo del paese, ma anche per le cospicue rendite derivate da quelle funzioni.
Sebbene quest'epoca definita "feudale" in realtà nella storiografia rumena ebbe connotazioni diverse rispetto a quella feudale occidentale. Infatti, pur esistendo una gerarchia in Valacchia ed in Moldavia come in occidente, il potere era bilanciato proprio dall'hospodar, al quale tutti erano soggetti, persino il boiardo più ricco, e che aveva il potere di vita e di morte o di confisca su tutto e su tutti. Ad ogni modo, il potere dell'elezione dell'hospodar era tenuto dalle grandi famiglie boiard, che formavano spesso gruppi ed alleanze che portavano disordine e instabilità.

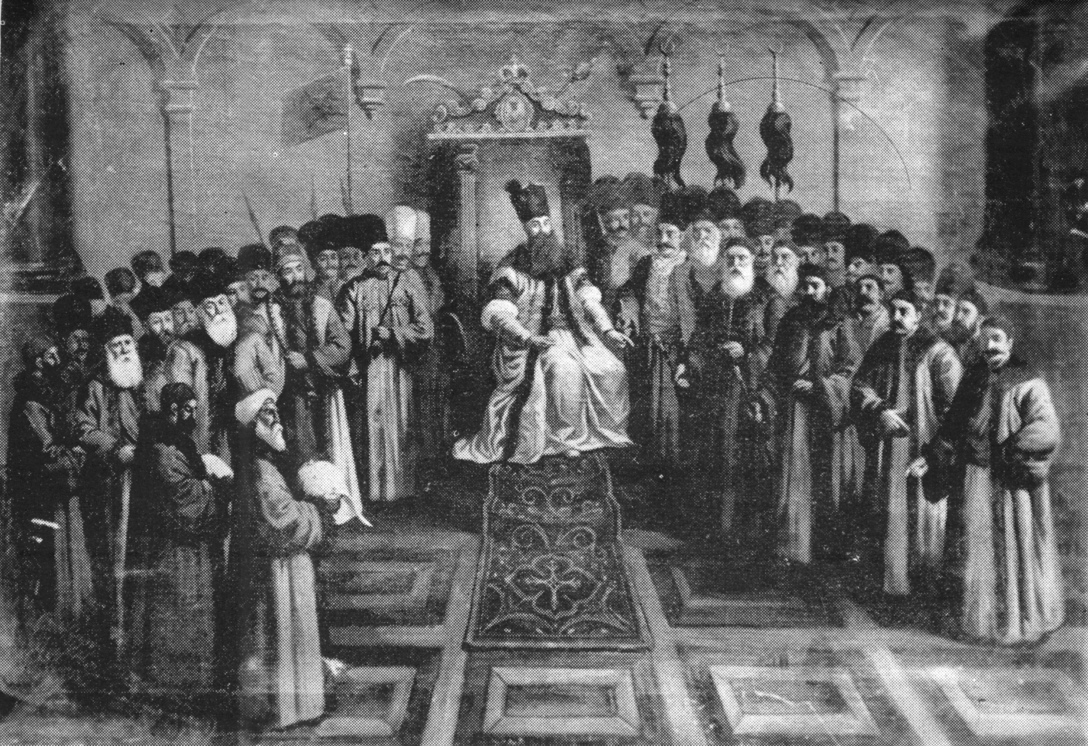
L'hospodar Nicholas Mavrogenes ed il consiglio dei boiardi

## L'era fanariote

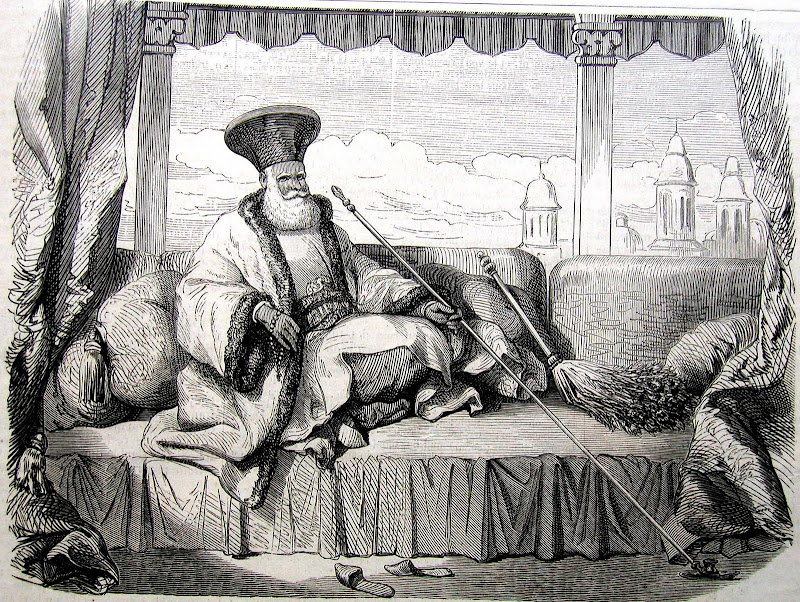
Il boiardo Iordache Filipescu, vestito col costume dei boiardi fanarioti, siede su un divano

Dopo l'istituzione del regime fanariota in Moldavia (1711) ed in Valacchia (1716), molti aristocratici che erano clienti dei fanarioti divennero ufficiali e vennero assimilati alla classe dei boiardi locali. Molti greci fanarioti inoltre sposarono membri di famiglie boiarde.
Questi si inserirono nelle funzioni ufficiali di governo che duravano tradizionalmente un anno ma che, pur comportando un notevole investimento di denaro, restituivano somme consistenti. Queste funzioni vennero concesse indistintamente sia a rumeni che a greci fanarioti, ma per l'incarico di tesoriere venivano spesso scelti i rumeni perché conoscevano meglio il territorio e si dimostravano più efficaci nella raccolta delle tasse. Quando i discendenti di un boiardo non erano più in grado di ricoprire alcuna funzione pagando, divenivano "boiardi decaduti" (mazili), mantenendo comunque alcuni privilegi fiscali.
Molti dei nuovi boiardi fanarioti erano ricchi mercanti che erano disposti a pagare per raggiungere quello status, anche se in molti casi vennero addirittura forzati dall'hospodar a divenire boiardi. Le corti principesche di Bucarest e Iași mantennero dei registri con indicati tutti i boiardi (noti come Arhondologia). Quando l'hospodar era intenzionato a massimizzare le proprie rendite, era suo interesse creare quanti più boiardi possibili (ricevendo quindi denaro da essi), portando all'inflazione dei boiardi.
La base economica della classe dei boiardi era ancora una volta il possesso della terra: dal XVIII secolo, più della metà delle terre di Valacchia e Moldavia appartenevano a loro. Ad esempio, secondo il censimento moldavo del 1803, su 1711 villaggi della regione, 927 erano nelle mani dei boiardi, dimostrando quindi come il processo di usurpazione delle terre iniziato in epoca medievale fosse cresciuto progressivamente ed anzi accelerato durante quest'epoca.
Il costume portato dai boiardi era simile a quello della nobiltà turca, con la differenza che al posto di un turbante portavano un più largo kalpak. Anche i costumi femminili vennero ispirati da quelli turchi. Molti boiardi utilizzavano grandi somme di denaro per una politica di consumo ostentativo, in particolare in vestiti di lusso, carrozze, gioielli e mobilio preziosi. Il lusso delle vite dei boiardi contrastava fortemente con lo squallore dei villaggi rumeni dell'epoca, ma anche con l'aspetto generale delle capitali, fatto che creava già all'epoca grande scalpore negli stranieri che visitavano i due principati. Nel primo decennio del XIX secolo, le donne boiarde iniziarono ad adottare la moda occidentale: nel luglio del 1806 la moglie dell'hospodar di Iași, Safta Ispilanti, ricevette la moglie del console francese vestita secondo i canoni della moda francese dell'epoca. I boiardi maschi, ad ogni modo, non mutarono i loro costumi sino agli anni '40 dell'Ottocento, convertendosi quindi ai costumi occidentali.
L'apertura verso la cultura occidentale portò i boiardi ad ulteriori spese, fatto che portò alla rovina molti piccoli boiardi che non riuscirono a sostenere tali sforzi economici.

### L'epoca moderna

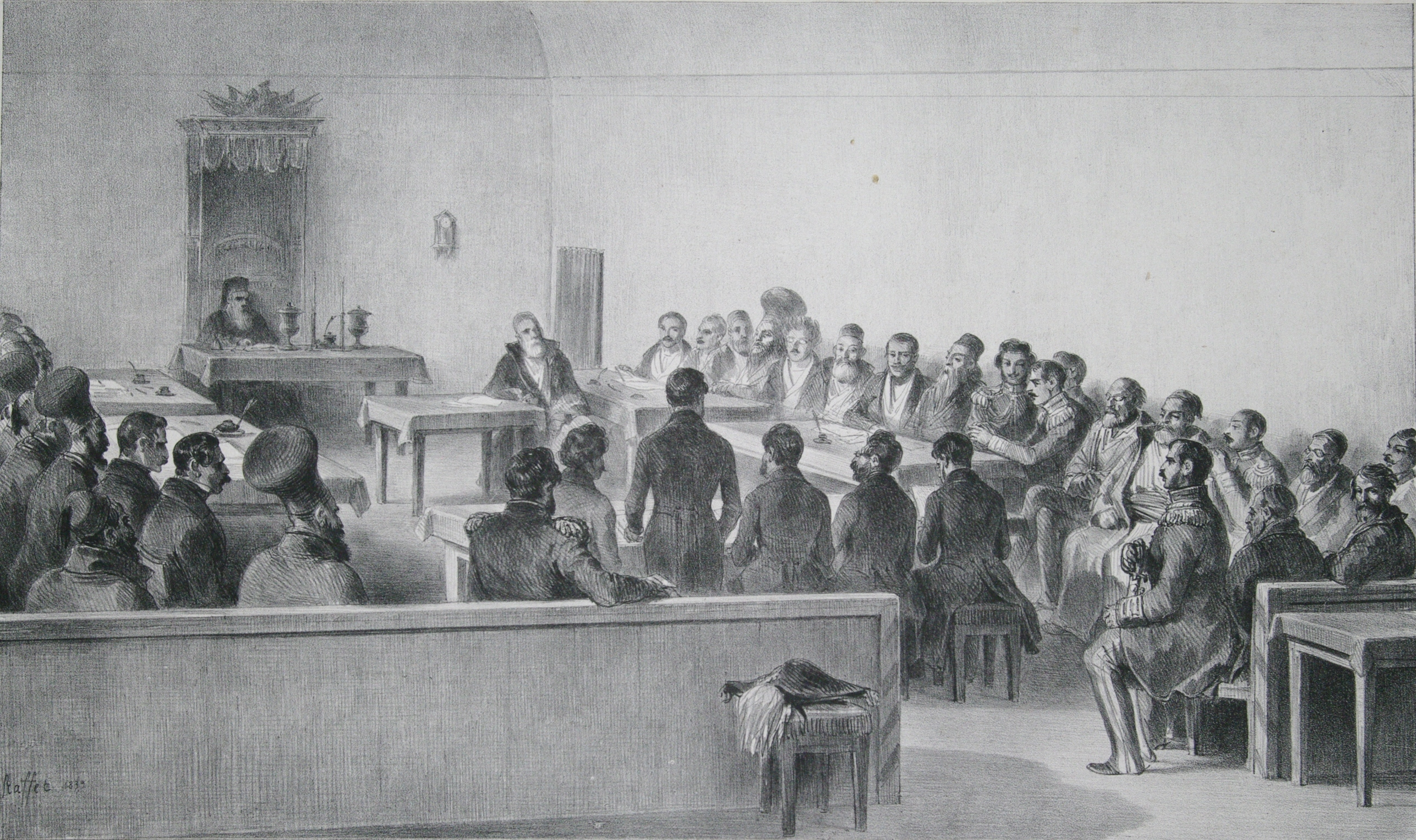
L'assemblea pubblica dei boiardi nel 1837

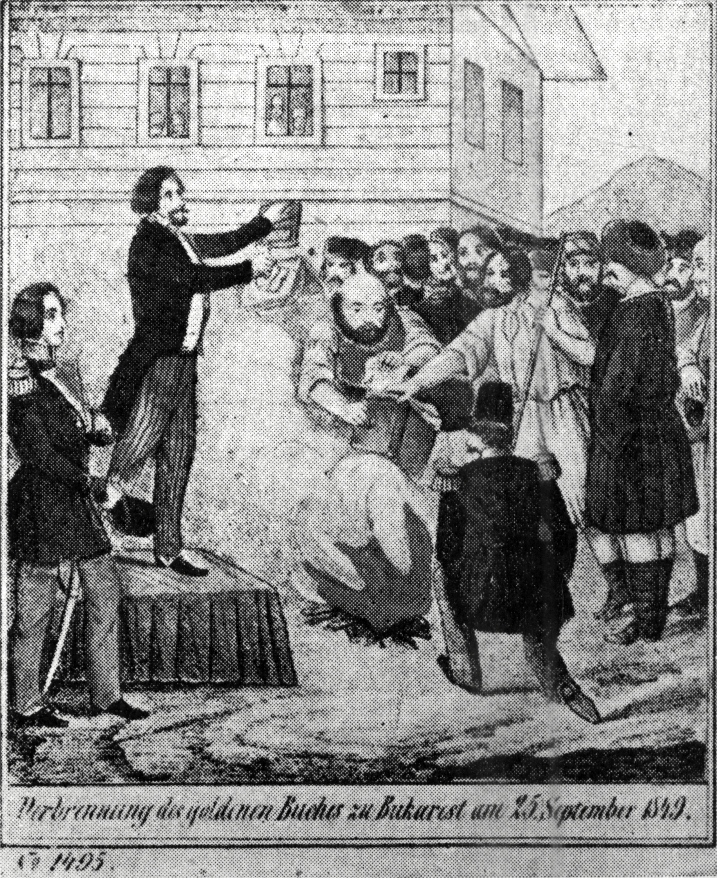
Il rogo del Regulamentul Organic e del registro dei ranghi boiardi durante la rivoluzione del 1848

Dalla metà dell'Ottocento, la parola "boiardo" iniziò a perdere il proprio significato di "nobile", divenendo semplicemente sinonimo di "proprietario terriero". La costituzione di Alexandru Ioan Cuza (nota come Statut) del 1864 privò i boiardi dei loro privilegi legali ed ufficialmente il rango venne abolito, ma per via dell'enorme ricchezza accumulata, molti mantennero la loro influenza economica e politica nello stato, in particolare attraverso il sistema elettorale che ancora era basato sul censo. Alcuni boiardi si unirono alla borghesia ed entrarono nel mondo del commercio e dell'industria.
A metà Ottocento, circa 2000 boiardi avevano ancora 3.000.000 di ettari di terreno pari al 38% delle terre coltivabili dell'intera area. Gran parte di questi boiardi non gestiva più direttamente queste terre ma preferiva vivere a Bucarest o addirittura all'estero (spesso in Francia, Italia o Svizzera). Spesso erano loro stessi ad affittare le loro terre agli arendași (affittuari), ma questo non impedì a molti di trovarsi in difficoltà finanziarie. La perdita dell'interesse nell'agricoltura, portò infine alla dissoluzione della classe dei boiardi.

### I boiardi oggi
Il movimento gravitante attorno alla rivista Sămănătorul ha da tempo lamentato la scomparsa della classe dei boiardi, pur non chiedendone ufficialmente il ritorno nella Romania moderna. Lo storico Nicolae Iorga ha evidenziato come il sistema inaugurato dai boiardi fosse in qualche modo una forma di democrazia rudimentale sviluppatasi in un'epoca di assolutismo. Sull'altro fronte, il pensatore marxista Constantin Dobrogeanu-Gherea ha evidenziato come la presenza dei boiardi avesse riportato in auge lo schiavismo che invece era sconosciuto in epoca medievale e che quindi essi furono deleteri all'economia rumena e moldava.